# 古希腊服饰

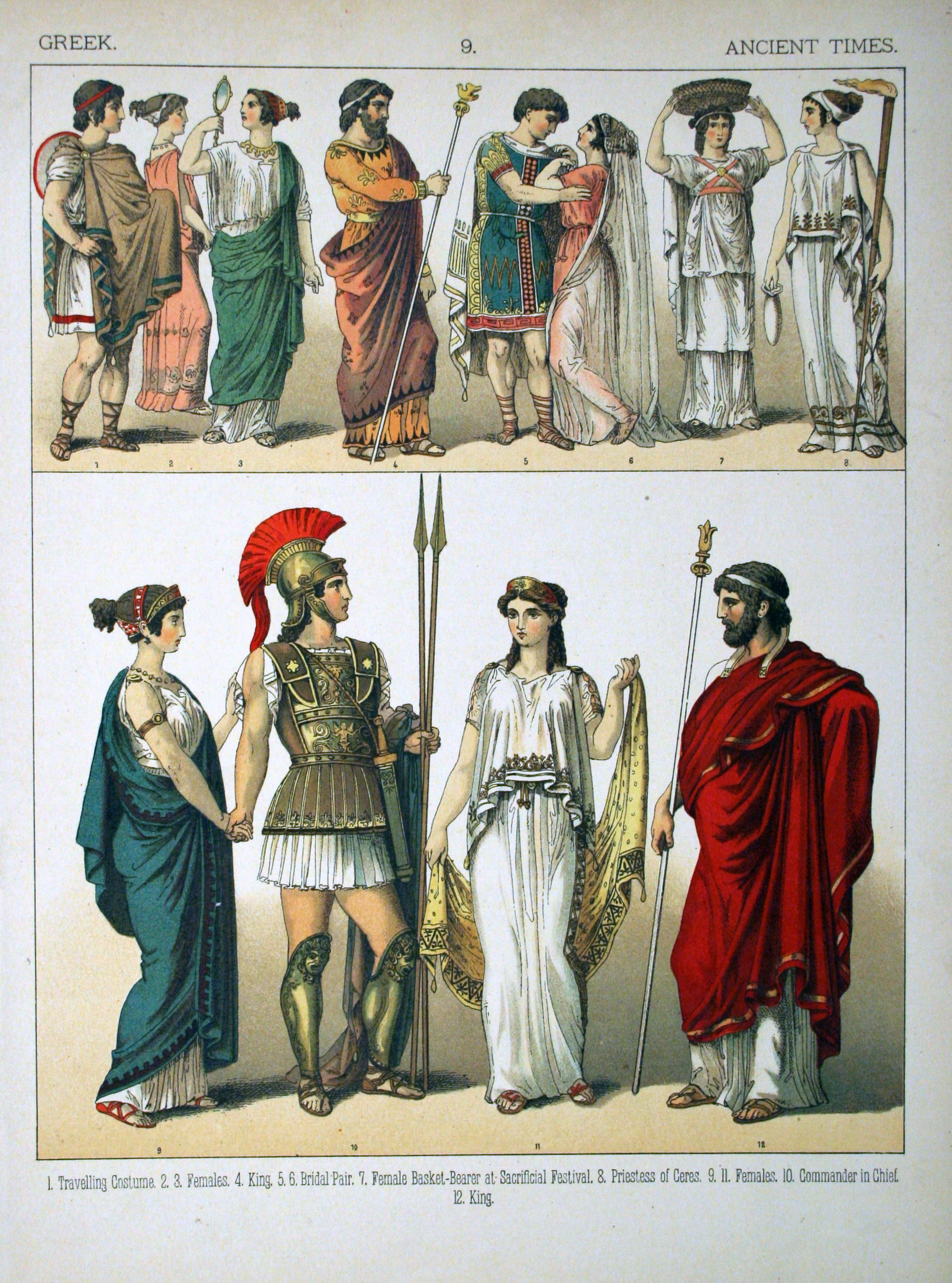
几种古希腊服饰

古希腊服饰是爱琴海地区的古代服饰，其受到古埃及，黎凡特和安納托利亞服饰影响，又进一步影响了古罗马和西欧。米诺斯文明和迈锡尼文明的服饰以羊毛和亚麻为主，已经有了凸显身体线条的收腰设计。由于地中海氣候温和少风，古希腊服饰大多宽松。古風時期的服装风格简单，通常是几何形状的布包裹在身上。古典时期希腊主要的服装形制包括chiton、peplos、himation和chlamys。

## 历史
在出土的米诺斯和迈锡尼壁画中，我们可以看到有遮蔽生殖器的男子缠腰和袒胸露乳，穿护肩的女性。值得一提的是突出身体曲线的收腰设计。

## 材质
通常为亚麻，御寒时为毛料。

## 形制

### chiton
Chiton（希腊语：χιτών），一种褂子，通常有袖。

### peplos
通常为披在外边的不对称斗篷，用纽扣或胸针别在右肩，以方便右臂活动。

### himation

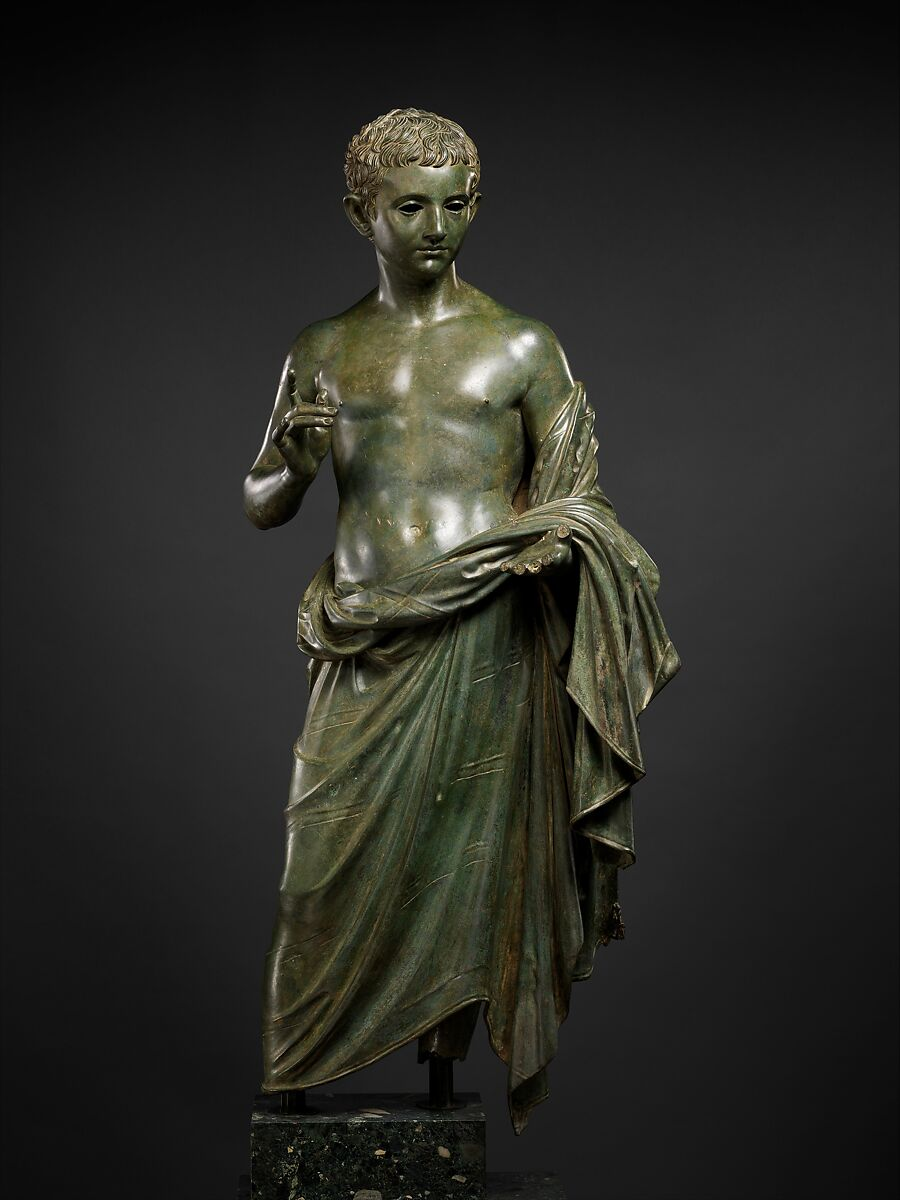
himation

较为厚重的长袍。

### chlamys
类似长裙的羊毛服装，重量系于两个肩膀上，让长方形布的一侧开口，围绕身体落下。腰带被用来固定腰部的褶皱。